# AMX-10 RC
Beim AMX-10 RC (Ateliers d’Issy-les-Moulineaux de classe 10 tonnes, à Roues et Canon) handelt es sich um einen mittleren allradgetriebenen, amphibischen Spähpanzer, der vom französischen Rüstungsbetrieb GIAT hergestellt wurde.
Der AMX-10 RC ist die sechsrädrige und vergleichsweise schwer bewaffnete (105-mm-L/48-Kanone) Version des Schützenpanzers AMX-10P. Letztlich haben beide Fahrzeuge gleiche Baugruppen, aber völlig verschiedene Aufgaben auf dem Gefechtsfeld. Der AMX-10 RC wird aufgrund seiner schwereren Panzerung und Bewaffnung hauptsächlich bei der Aufklärung eingesetzt. Mit seiner 105-mm-Kanone kann er auch als Panzerjäger eingesetzt werden. Dabei hängt der Erfolg gegen Kampfpanzer jedoch von Schussgelegenheiten gegen die Seiten oder das Heck des Panzers ab, da die 105-mm-Kanone frontale Panzerungen moderner Kampfpanzer nur an wenigen Schwachstellen („ballistische Fenster“) durchschlagen kann.

## Geschichte

Schemazeichnung des AMX-10 RC

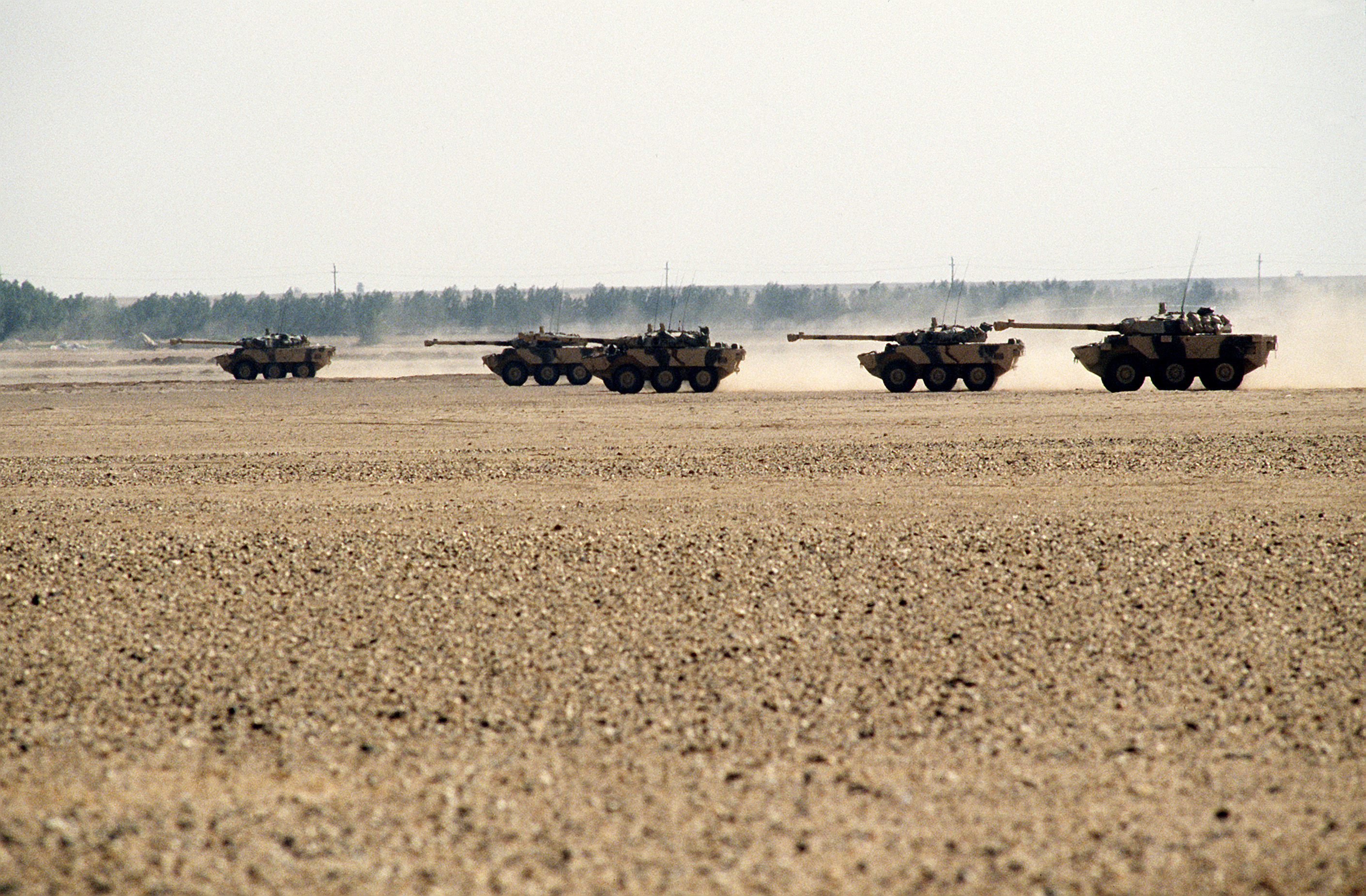
Französische AMX-10 RC während der Operation Desert Shield

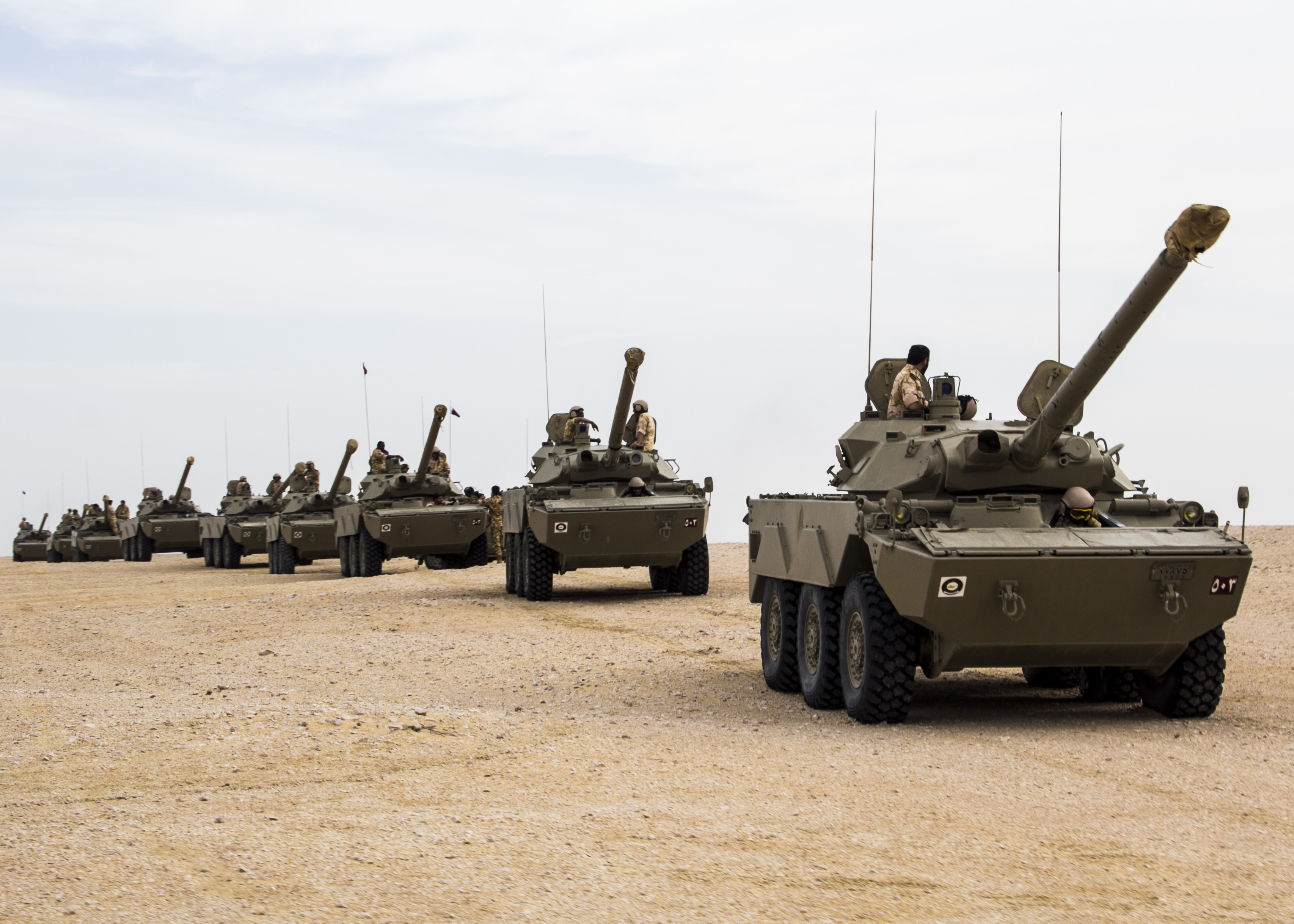
AMX-10 RC der katarischen Armee (2013)

Erste Entwicklungsarbeiten am AMX-10-RC-Projekt begannen 1970. Die Serienproduktion begann schließlich 1976. In der französischen Armee wird das Panzerfahrzeug beispielsweise im 1er régiment étranger de cavalerie der Fremdenlegion eingesetzt. Um den geplanten Einsatzzeitraum von 2015 bis 2020 zu gewährleisten, wurde der Spähpanzer mehrmals modernisiert und kampfwertgesteigert.
Der AMX-10 RC bewährte sich in diversen Kampfeinsätzen, so wurde er im Tschad (1983/84), im Irak (Operation Desert Storm 1991), im Kosovo, in Afghanistan und ab 2012 im Mali-Konflikt eingesetzt.
Von den 337 Fahrzeugen in Frankreich wurden 236 einer Kampfwertsteigerung unterzogen und führen jetzt die Bezeichnung „AMX-10 RCR“ (das zweite R steht für revalorisés – deutsch ‚aufgewertet‘). Die im Jahre 2018 noch eingesetzten 248 Fahrzeuge sollen ab 2020 durch das Engin blindé de reconnaissance et de combat (EBRC) 6×6 ersetzt werden.

## Nutzerstaaten
- Frankreich – ursprünglich 350
- Kamerun – 6
- Katar – 12
- Marokko – 108
- Ukraine – 40 (im Rahmen der Auslandshilfen für die Ukraine aus französischen Beständen geliefert)

Quellen:

### Einsatzerfahrung in der Ukraine
Anfang Januar 2023 gab Frankreichs Präsident Emmanuel Macron bekannt, der Ukraine AMX-10 RC zur Verfügung zu stellen. Die erste Lieferung erfolgte im März.
Ein ukrainischer Kommandeur beschwerte sich jedoch im Juli 2023 über die „sehr dünne“ Panzerung, die es „unpraktisch [mache], sie an der Front einzusetzen“. Artilleriesplitter ohne direkten Treffer hatten zum Verlust einer Besatzung geführt. Die Kanone sei allerdings gut, die Beobachtungsgeräte sehr gut.
Bis Mai 2025 wurden mindestens sechs AMX-10 RC entweder zerstört oder schwer beschädigt zurückgelassen; eines der Fahrzeuge wurde von Russland abtransportiert.